# Marko Kovačević
Marko Kovačević (serbisch-kyrillisch Марко Ковачевич; * 8. Juni 1985 in Belgrad, SFR Jugoslawien) ist ein ehemaliger serbischer Eishockeyspieler, der zuletzt bis 2017 beim HK Belgrad in der serbischen Eishockeyliga unter Vertrag stand. 

## Karriere
Marko Kovačević begann seine Karriere als Eishockeyspieler in der Jugendabteilung des HK Partizan Belgrad, für den er erstmals 1999 in der jugoslawischen Eishockeyliga spielte. 2001 verließ er seine Heimatstadt und wechselte zum HK Vojvodina Novi Sad. Mit dem Team aus der südlichen Batschka gewann er 2002 und 2003 den jugoslawischen Meistertitel und 2004 den Titel Serbien und Montenegros. In der Spielzeit 2002/03 spielte er einzelne Spiele auch für die Sudbury Wolves in der Ontario Hockey League. 2005 ging er für vier Jahre nach Kanada und spielte für das Team der McGill University aus Montreal, die McGill Redmen, in der Québec Student Sport Federation. Nach Abschluss seines Studiums kehrte Kovačević in seine Heimat zu seinem Stammverein Partizan Belgrad zurück. Mit den Partisanen konnte er nicht nur 2010, 2011, 2012, 2013, 2014 und 2015 den serbischen Landesmeistertitel, sondern auch 2011 und 2012 die Slohokej Liga gewinnen. 2011 wurde er in der Slohokej Liga als wertvollster Spieler ausgezeichnet. In der Saison 2012/13 war er zweitbester Scorer und ein Jahr später gar Topscorer und Torschützenkönig der serbischen Liga. In der Spielzeit 2016/17 absolvierte er noch ein Spiel für den Lokalrivalen HK Belgrad, bevor er seine Karriere beendete.
2015/16 war er Assistenztrainer von Partizan Belgrad.

### International
Für Jugoslawien nahm Kovačević an der Europa-Division II der U-18-Weltmeisterschaft 2000 und der Division III der U-18-Weltmeisterschaften 2001 und 2002 sowie den U-20-Weltmeisterschaften 2001 und 2002 ebenfalls in der Division III teil. Für Serbien und Montenegro spielte er in der Division II bei den Weltmeisterschaften 2003 der U18- und der U20-Junioren.
Im Herrenbereich nahm Kovačević zunächst mit der serbisch-montenegrinischen Auswahl an den Weltmeisterschaften der Division II 2003 und 2005 teil. Für Serbien spielte er bei den Weltmeisterschaften der Division II 2008, 2009, als er drittbester Torschütze des Turniers hinter den Esten Aleksandr Petrov und Vassili Titarenko war, 2011, 2012 und 2014, als er Torschützenkönig und drittbester Scorer des Turniers hinter dem Esten Robert Rooba und dem Isländer Emil Alengård wurde. Bei der Weltmeisterschaft 2010 vertrat er seine Farben in der Division I. 2009 und 2014 wurde er jeweils zum besten Spieler seiner Mannschaft gewählt.
Bei der Weltmeisterschaft 2015 fungierte er als Assistenztrainer der serbischen Auswahl in der Division II. Im Folgejahr war er deren Cheftrainer.

## Erfolge und Auszeichnungen
- 2002 Aufstieg in die Division II bei der U18-Weltmeisterschaft der Division III
- 2002 Aufstieg in die Division II bei der U20-Weltmeisterschaft der Division III
- 2002 Jugoslawischer Meister mit dem HK Vojvodina Novi Sad
- 2003 Jugoslawischer Meister mit dem HK Vojvodina Novi Sad
- 2004 Serbisch-montenegrinischer Meister mit dem HK Vojvodina Novi Sad
- 2009 Aufstieg in die Division I bei der Weltmeisterschaft der Division II, Gruppe A
- 2010 Serbischer Meister mit dem HK Partizan Belgrad
- 2011 Gewinn der Slohokej Liga mit dem HK Partizan Belgrad
- 2011 Wertvollster Spieler der Slohokej Liga
- 2011 Serbischer Meister mit dem HK Partizan Belgrad
- 2012 Gewinn der Slohokej Liga mit dem HK Partizan Belgrad
- 2012 Serbischer Meister mit dem HK Partizan Belgrad
- 2013 Serbischer Meister mit dem HK Partizan Belgrad
- 2014 Serbischer Meister mit dem HK Partizan Belgrad
- 2014 Topscorer und bester Torschütze der serbischen Eishockeyliga
- 2014 Torschützenkönig der Weltmeisterschaft der Division II, Gruppe A
- 2015 Serbischer Meister mit dem HK Partizan Belgrad